# Mare Ingenii

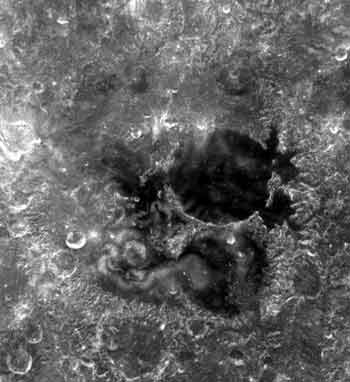
Mare Ingenii

Mare Ingenii (łac. Morze Pomysłów) – morze księżycowe położone po niewidocznej stronie Księżyca, jedno z niewielu na tej półkuli Srebrnego Globu. Jego średnica równa jest 318 km. W obrębie morza wyróżniają się krawędzie dużego krateru uderzeniowego Thomson o średnicy 117 km, którego dno i otoczenie pokrywa lawa tworząca to morze.
Współrzędne selenograficzne: ☾ 33,7°S 163,5°E/-33,700000 163,500000.